# Сокер сити
Сокер сити, или First National Bank Stadium (ФНБ Стадион), стадион је у југозападном делу Јоханезбурга, Јужноафричка Република. Отворен је 1989, међутим, будући да ће Јоханезбург био један од домаћина Светског првенства 2010. обновљен је и надограђен. Стадион је специјализован за фудбалске утакмице, без атлетске стазе, а на њему је планирано отварање и финална утакмица Светског првенства. Пре доградње на њему је играо утакмице ФК Кајзер Чифс. Стадион је пре надоградње имао капацитет од 78.000 места, а после надоградње има 94.700. Трошкови изградње процењени су на 205 милиона евра. Изглед стадиона представља традиционалну афричку посуду за пиће kalebasse. По капацитету је највећи стадион у Јужноафричкој Републици, а трећи на афричком континенту. На овом стадиону рагби репрезентација Јужноафричке Републике повремено игра своје мечеве као домаћин. На утакмици купа три нација, ЈАР−Нови Зеланд 2010, забележена је рекордна гледаност од 94.713 гледалаца.

## Утакмице СП 2010. које су се играле на овом стадиону
На Светском првенству 2010. стадион је био домаћин пет утакмица групне фазе, једне утакмице осмине финала, једног четвртфинала и финалне утакмице.
| Датум         | Време (UTC+2) | 1. Тим       | Рез.               | 2. Тим          | Коло          | Гледалаца |
| ------------- | ------------- | ------------ | ------------------ | --------------- | ------------- | --------- |
| 11. јун 2010. | 16:00         | Јужна Африка | 1 : 1              | Мексико         | Група А       | 84.490    |
| 14. јун 2010. | 13:30         | Холандија    | 2 : 0              | Данска          | Група Е       | 83.465    |
| 17. јун 2010. | 13:30         | Аргентина    | 4 : 1              | Јужна Кореја    | Група Б       | 82.174    |
| 20. јун 2010. | 20:30         | Бразил       | 3 : 1              | Обала Слоноваче | Група Г       | 84.445    |
| 23. јун 2010. | 20:30         | Гана         | 0 : 1              | Немачка         | Група Д       | 83.391    |
| 27. јун 2010. | 20:30         | Аргентина    | 3 : 1              | Мексико         | Осмина финала | 84.377    |
| 2. јул 2010.  | 20:30         | Уругвај      | 1 : 1 (пен. 4 : 2) | Гана            | Четвртфинале  | 84.017    |
| 11. јул 2010. | 20:30         | Холандија    | 0 : 1              | Шпанија         | Финале        | 84.490    |